# Wikipedia Zero

Biểu trưng Wikipedia Zero

Wikipedia Zero là một dự án của Wikimedia Foundation nhằm cung cấp Wikipedia miễn phí trên điện thoại di động qua xếp hạng 0, nhất là ở những thị trường đang phát triển. Mục tiêu của chương trình là tăng cường khả năng tiếp cận kiến thức miễn phí, đặc biệt là không mất phí sử dụng dữ liệu. Với 97 nhà khai thác tại hơn 72 quốc gia, ước tính rằng hơn 800 triệu người đã được cung cấp quyền truy cập vào Wikipedia thông qua chương trình này. Chương trình Wikipedia Zero chính thức chấm dứt vào năm 2018.
Chương trình ra mắt vào năm 2012, và đã giành được Giải thưởng Tương tác South by Southwest năm 2013 cho hoạt động tích cực. Sau khi nhận được nhiều lời chỉ trích trong nhiều năm vì vi phạm nguyên tắc tính trung lập Internet, Tháng 2 năm 2018, Wikimedia Foundation đã tuyên bố chấm dứt sáng kiến này, cho biết họ sẽ thực hiện một cách tiếp cận mới về quan hệ đối tác. Dù cung cấp dịch vụ cho 900 triệu người, dự án vẫn bị nhìn nhận là chứa đầy rủi ro do thiếu tăng trưởng và giá dữ liệu điện thoại di động ngày càng giảm.
Facebook Zero từng được coi là nguồn cảm hứng cho Wikipedia Zero.

## Đón nhận và tác động
Subsecretaria de Telecomunicaciones của Chile đã phán quyết rằng các dịch vụ xếp hạng 0 như Wikipedia Zero, Facebook Zero và Google Free Zone, trợ cấp cho việc sử dụng dữ liệu di động, vi phạm luật về tính trung lập Internet và phải chấm dứt hoạt động trước ngày 1 tháng 6 năm 2014. Tổ chức Electronic Frontier Foundation đã nói, "Dù chúng tôi đánh giá cao ý định đằng sau những nỗ lực như Wikipedia Zero, nhưng các dịch vụ được xếp hạng 0 sau cùng là một sự thỏa hiệp nguy hiểm." Accessnow.org đã chỉ trích nhiều hơn, nói rằng, "Wikimedia luôn là nhà vô địch về quyền truy cập mở vào thông tin, nhưng điều quan trọng là phải định danh các chương trình xếp hạng 0 vì chúng là gì: Các giao dịch viễn tưởng gây thiệt hại lớn cho tương lai của mạng Internet mở". Gayle Karen Young của Wikimedia Foundation biện minh chương trình này với tờ The Washington Post, cho biết, "Chúng tôi có mối quan hệ phức tạp với tính trung lập Internet. Chúng tôi tin tưởng vào tính trung lập Internet ở Mỹ", đồng thời nói thêm rằng Wikipedia Zero yêu cầu một quan điểm khác biệt ở các quốc gia khác: "Hợp tác với các công ty viễn thông trong thời gian tới, nó làm mờ ranh giới trung lập Internet trong các lĩnh vực đó. Tuy nhiên, nó hoàn thành sứ mệnh tổng thể của chúng tôi, đó là cung cấp kiến thức miễn phí".
Hilary Heuler lập luận rằng "đối với nhiều chương trình không được xếp hạng sẽ hạn chế quyền truy cập trực tuyến vào 'khu vườn có tường bao quanh' được cung cấp bởi các trang web nặng ký. Đối với hàng triệu người dùng, Facebook và Wikipedia đồng nghĩa với 'internet'." Năm 2015, giới nghiên cứu đánh giá cách chương trình tương tự Facebook Zero định hình việc sử dụng công nghệ thông tin và truyền thông ở các nước đang phát triển cho thấy 11% người Indonesia cho biết họ sử dụng Facebook còn nói là họ không sử dụng Internet. 65% người Nigeria và 61% người Indonesia đồng ý với tuyên bố rằng "Facebook là Internet" so với chỉ 5% ở Hoa Kỳ.
Một bài báo trên tạp chí Vice lưu ý rằng quyền truy cập miễn phí qua Wikipedia Zero đã khiến Wikimedia Commons trở thành một cách ưa thích để người dùng của họ ở Bangladesh và các nơi khác chia sẻ bất hợp pháp tài liệu có bản quyền. Điều này đã gây ra sự cố tại Wikimedia Commons (nơi cấm tải lên các phương tiện không được cấp phép miễn phí). Bài báo của Vice chỉ trích tình huống do Wikipedia Zero tạo ra và phản ứng dữ dội giữa các biên tập viên của Wikimedia Commons, lập luận rằng: "Bởi vì họ không đủ khả năng truy cập vào YouTube và phần còn lại của Internet, Wikipedia đã trở thành Internet cho rất nhiều người Bangladesh. Vậy thì, điều điên rồ là là một nhóm ít hay nhiều biên tập viên ngẫu nhiên muốn trở thành cảnh sát ăn cắp bản quyền đang chỉ huy phương tiện tiếp cận cho toàn bộ người dân."